# هيلين بارنز
هيلين بارنز (بالإنجليزية: Helen Barnes)‏ هي ممثلة أمريكية، ولدت في 5 يوليو 1895 في شيلتون في الولايات المتحدة، وتوفيت في 1 يونيو 1925 في وودمونت في الولايات المتحدة بسبب حادث مرور.

## وصلات خارجية
- هيلين بارنز على موقع قاعدة بيانات برودواي على الإنترنت (الإنجليزية)